# L'Inespérée Conquête
Pour plus de détails, voir Fiche technique et Distribution.
L'Inespérée Conquête est un film muet français réalisé par Georges Monca, sorti en 1911.

## Fiche technique
- Titre : L'Inespérée Conquête
- Réalisation : Georges Monca
- Scénario : Émile Ferdar
- Photographie :
- Montage :
- Société de production : Société cinématographique des auteurs et gens de lettres (S.C.A.G.L)
- Société de distribution : Pathé Frères
- Pays de production :  France
- Langue : film muet avec les intertitres en français
- Métrage : 290 mètres
- Format : Noir et blanc — 35 mm — 1,33:1 — Muet
- Genre :  Comédie
- Durée : 9 minutes et 40 secondes
- Dates de sortie : 
  - France : 22 septembre 1911

## Distribution
- Henry Krauss : Jacques Merlin
- Maurice Luguet : Rechal
- Max André : Marcel Gerbier
- Andrée Pascal : Marguerite
- Jeanne Bérangère : Germaine